# Ian Flynn
 (juin 2025).
 (juin 2025).
Pour l’article homonyme, voir Flynn.
James Ian Flynn, dit Ian Flynn, né le 31 mai 1982 à Charlotte, est un scénariste de bande dessinée. Il est le scénariste en chef pour les bande dessiné de Sonic the Hedgehog par Archie Comics depuis la cent-soixantième numéro de bande dessinée, après le départ du scénariste en chef précédent Ken Penders, jusqu'à l'annulation du série de bande dessinée au deux-cent-quatre-vingt-dix-neuvième numéro de bande dessiné.
Depuis 2018, il contribue aux séries de bande dessiné de IDW Publishing sur Sonic the Hedgehog. Il a ainsi contribuer aux scripts des jeux Sonic Frontiers et Shadow Generations. Il est aussi connu pour ses contributions pour les série de bande dessinés Mega Man d'Archie Comics et de Tortues Ninja d'IDW Publishing.

## Biographie
James Ian Flynn est né en 1982 et est élevé à Charlotte, Caroline du Nord.

## Carrière
Ian Flynn a été embauché comme scénariste sur la série bande dessiné sur Sonic the Hedgehog après avoir envoyé des propositions spontanées.
Depuis son temps chez Archie Comics, il a poursuit étant scénariste sur Sonic Universe; Mega Man et New Crusaders, un série de super-héros publié par Red Circle Comics,,. Il a collaboré avec Tracy Yardley, un dessinateur, plusieurs sur la série Sonic the Hedgehog depuis numéro 160 du bande dessiné.
Il a fait ses débuts de scénariste de télévision avec l'épisode, intitulé "Quoi que tu fasses, je peux fair", de la série télévisée d'animation: Sonic Boom.
Il a commencé à écrire les scénario des jeux vidéo Sonic the Hedgehog à parti des cinématique d'histoire de Sonic Origins, suivi par le scénario complète de Sonic Frontiers en 2022. Il a ensuite écrit le scénario pour le jeu mobile Sonic Dream Team en 2023. En 2024, il a re-écrit le script de Sonic Generations pour son réédition améliorée, ainsi écrit le scénario de Shadow Generations.

## Vie privée et personnalité
Depuis 2018, Ian Flynn vie en Toronto, Ontario. Il est marié à Aleah Baker, une scénariste et coloriste de bande dessiné qui a elle aussi contribué aux série de bande dessiné Sonic the Hedgehog et Sonic Universe d'Archie Comics. En mai 2023, Ian Flynn est devenu un citoyen canadien naturalisé.